# Haruma Miura
Pour les articles homonymes, voir Miura (homonymie).
Haruma Miura (三浦春馬), nom de scène de Haruma Sasamoto (笹本 春馬), né le 5 avril 1990 à Tsuchiura dans la préfecture d'Ibaraki au Japon et mort le 18 juillet 2020 à Tokyo, est un acteur et chanteur japonais.

## Biographie
Dès son plus jeune âge, Haruma Miura commence à suivre des cours pour devenir acteur. Sa première apparition se fera à l'âge de cinq ans dans le drama Doyo Wide Gekijo diffusé sur la chaîne TV Asahi. Mais sa révélation au grand public sera véritablement dans le drama Agri (Shōtarō) quand il avait sept ans.
En parallèle, Haruma entame une carrière de chanteur. Ils forment le groupe Brash Brats avec lui et deux de ses amis étudiants. Cependant des doutes sont liés quant à l’existence réelle de ce groupe de J-pop, tout ce dont on est sûrs c'est qu'il a chanté la chanson du film Negative Happy Chainsaw Edge.
Sa carrière prend de l'ampleur en 2006, grâce à deux films où il incarne le personnage principal Kyachi A Wēbu (Sasaki Taiyo) et Akihabara Atto Dīpu (Izumu).
En 2007, il est en tête d'affiche du film Koizora dans le rôle de Hiroki Sakurai, cette histoire est basée sur un roman populaire du même nom.
En 2008, Haruma Miura joue Ren Kazama dans Gokusen 3, un des personnages importants de cette saison. Il a surtout été remarqué cette année-là dans le drama Bloody Monday, où il joue le rôle d'un pirate informatique de génie au côté de Takeru Satō (acteur issu de la même agence que lui).
Le 17 février 2009, il a été diplômé de l'Horikoshi High School (école privée de Tokyo où ont étudié Tomohisa Yamashita et Jun Matsumoto notamment).
Miura Haruma reçoit en 2009 un élan d'or. Il tourne dans Crows Zero II avec Shun Oguri, ils avaient déjà travaillé ensemble dans le drama Binbo Danshi. En juillet, il reprend son rôle de Kazama Ren dans Gokusen (le film), qui cette fois est adapté au cinéma. C'est une année assez prolifique, puisqu'il joue dans sa première pièce de théâtre intitulé Hoshi no Daichi ni Furu Namida.
En septembre, il interprète encore un personnage principal, celui de Mochizuki Kotaro dans Samurai High School.
En 2011, il tourne dans le film Tokyo Park dans le rôle de Shida Kouji.
En 2013, on le retrouve avec Oguri Shun dans Albator, Corsaire de l'Espace où il incarne la voix de Yama.
Le 18 juillet 2020, c'est son manager qui le retrouve pendu dans son appartement, après s'être inquiété de son absence sur un tournage. De nombreux hommages lui ont été rendus sur les réseaux sociaux de la part d'acteurs avec lesquels il a joué.

## Filmographie
| Drama | Drama                                                         | Drama                    | Drama          |
| Année | Titre                                                         | Rôle                     | Notes          |
| ----- | ------------------------------------------------------------- | ------------------------ | -------------- |
| 1995  | Doyo Wide Gekijo (Saturday Night at the Theater)              | Ichitaro Wakui           |                |
| 1997  | Agri                                                          | Shōtarō                  |                |
| 1999  | Nishimura Kyotaro Travel Mystery Series 16                    |                          |                |
| 1999  | Nile                                                          |                          |                |
| 1999  | Jubaku Spellbound                                             |                          |                |
| 2000  | Manatsu no Merry Christmas                                    | Ryo Kinoshita (jeune)    |                |
| 2000  | Sleep in the Rain                                             | Keita Nakahara           |                |
| 2001  | Miyamoto Musashi                                              |                          |                |
| 2001  | Ninjo Shigure Machi                                           |                          | Épisode 3      |
| 2002  | Kogoro Akechi vs Kaijin Nijyuu Menso                          | Aikawa Yasushi           |                |
| 2003  | Musashi                                                       | Jotaro                   |                |
| 2003  | Yumemiru Budou                                                | Tabe Suekichi (jeune)    |                |
| 2005  | Aozora Koi Hoshi division 1                                   | Ishikawa Keita           | scène 11       |
| 2005  | Fight                                                         | Okabe Kiyoshi            |                |
| 2005  | Ima Ai ni Yukimasu                                            | Akihiro Kudou            | invité vedette |
| 2006  | Unfair                                                        | Saitou Yutaka            |                |
| 2006  | Komyo ga Tsuji                                                | Shounan Souke            |                |
| 2006  | Children                                                      | Kihara Shirou            |                |
| 2006  | 14 Sai No HaHa                                                | Kirino Satoshi           |                |
| 2008  | Binbo Danshi                                                  | Shiraishi Ryou           |                |
| 2008  | Gokusen 3                                                     | Kazama Ren               | Rôle principal |
| 2008  | Galileo Episode Zero                                          | Yukawa Manabu (jeune)    |                |
| 2008  | Bloody Monday                                                 | Takagi Fujimaru (Falcon) | Rôle principal |
| 2009  | Gokusen 3 Special                                             | Kazama Ren               | Rôle principal |
| 2009  | Samurai High School                                           | Mochizuki Kotaro         | Rôle principal |
| 2010  | Bloody Monday 2                                               | Takagi Fujimaru (Falcon) | Rôle principal |
| 2011  | Taisetsu na Koto wa Subete Kimi ga Oshiete Kureta             | Kashiwagi Shuji          | Rôle principal |
| 2011  | Saigo no Bansan~Keiji Tono Kazuyuki to Shichinin no Yougisha~ | Miyata Eiji              |                |
| 2011  | Hi wa Mata Noboru                                             | Miyata Eiji              |                |
| 2011  | Yonimo Kimyona Monogatari                                     | Kensuke Sanada           |                |
| 2012  | Higashino Keigo Mysteries                                     | Nakaoka Ryo              | Épisode 8      |
| 2013  | Last Cinderella                                               | Saeki Hiroto             | Rôle principal |
| 2014  | Satsujin Hensachi 70                                          | Miyahara Keisuke         | Rôle principal |
| 2014  | Boku no Ita Jikan                                             | Sawada Takuto            | Rôle principal |

| Film  | Film                                           | Film            | Film                |
| Année | Titre                                          | Rôle            | Notes               |
| ----- | ---------------------------------------------- | --------------- | ------------------- |
| 1999  | Nile                                           | Umi Nishiyama   |                     |
| 1999  | Jubaku Spellbound                              | Kouichi Kitano  |                     |
| 2001  | Sennen no Koi - Hikaru Genji Monogatari        |                 |                     |
| 2002  | Mori no Gakkō (The School in the Woods)        | Masao Kawai     |                     |
| 2006  | Kyachi A Wēbu (Catch a Wave)                   | Sasaki Taiyo    | Rôle principal      |
| 2006  | Akihabara Atto Dīpu (Akihabara@DeepP)          | Izumu           | Rôle principal      |
| 2007  | Koizora: The Movie                             | Sakurai Hiroki  | Rôle principal      |
| 2008  | Negative Happy Chain Saw Edge                  | Noto            |                     |
| 2008  | Naoko                                          | Iki Yusuke      | Rôle principal      |
| 2009  | Gokusen: The Movie                             | Kazama Ren      | Rôle principal      |
| 2009  | Crows Zero 2                                   | Bitou Tatsuya   |                     |
| 2010  | Kimi ni Todoke                                 | Kazehaya Shouta | Rôle principal      |
| 2011  | Tokyo Park                                     | Shida Kouji     | Rôle principal      |
| 2013  | Kamikaze, le dernier assaut                    | Kentaro Saeki   | Rôle principal      |
| 2013  | Albator, Corsaire de l'Espace                  | Yama            | Rôle principal Voix |
| 2014  | Five Minutes to Tomorrow                       | Ryo             | Rôle principal      |
| 2015  | L'Attaque des Titans                           | Eren Jaeger     | Rôle principal      |
| 2018  | Sunny: Our Hearts Beat Together                | Wataru Fuji     | Rôle principal      |
| 2018  | Gintama 2                                      | Kamotaro Ito    | Rôle secondaire     |
| 2018  | Konna Yofuke ni Banana kayo: Kanashiki Jitsuwa | Hisashi Tanaka  | Rôle principal      |
| 2019  | Little Nights, Little Love                     | Sato            | Rôle principal      |
| 2019  | The Confidence Man JP: The Movie               | Jessie          |                     |

## Théâtre
- 2009 :
  - Hoshi no Daichi ni Furu Namida. Cette pièce est produite par Chikyū Gorgeous, écrite et mise en scène par Gorō Kishitani.
- 2012 :
  - Kaitō Sebun, produit par Chikyū Gorgeous, écrite et mise en scène par Gorō Kishitani.
- 2013 :
  - Zipang Punk Goemon Rock III, produit par Shinkansen.
- 2016 / 2019 :
  - Kinky Boots : Lola

## Autre

### Album photo
- 2007 :
  - Tabun, publié par Shufu pour Seikatsu Sha.
- 2008 :
  - Letters, publié par Wani Books.
- 2010 :
  - Switch
  - Kimi Ni Todoke officiel Photobook

### Publicité
- Tennie
- 2009 :
  - Shiseido uno fog bar
  - Tokyo Mistubishi UFJ (テレビCM「ラッキーなスタート」編)
  - casio exilim EX Z450
- 2010 :
  - Monster Hunter (CAPCOM) PSP
  - Ajinomoto Knorr
- 2011 :
  - Galbo
  - New Ito En, Oi Ocha
  - REGZA Phone ISO4
- 2012 :
  - Tokyo-gas ene farm

## Récompenses
- 2008 :
  - Newcomer Award in the 31st Japan Academy Awards[14].
- 2009 :
  - Sponichi Grand Prix Newcomer Award 63rd Mainichi Film Awards pour le film Naoko[15].
  - Élan d'Or (5 février).